# 加藤好文
加藤 好文（かとう よしふみ、1951年11月25日 -）は、日本の実業家。京阪ホールディングス代表取締役社長 CEO兼COOを経て、同社代表取締役会長 CEO兼取締役会議長、京阪電気鉄道代表取締役会長。京都市出身。
入社以来、鉄道の現場を直接担当することなく、経理や人事などの管理畑や流通事業部門を歩む。この経験が、2002年に京阪が発表した経営再建計画策定の担当部長としての参画や、1990年代以降の通勤客の減少を訪日外国人観光客の利用促進と小売・不動産など京阪グループの非鉄道事業で補う経営戦略に生きている。京阪と阪神電気鉄道との経営統合交渉にも携わった。阪神は京阪でなく阪急電鉄と統合したが、この折の詳細は「墓場まで持って行く話」としている。住吉大社（大阪市）への参拝を習慣としている。

## 来歴
- 1975年3月 - 東北大学法学部卒業。
- 1975年4月 - 京阪電気鉄道株式会社入社。
- 2005年6月 - 同社取締役。
- 2007年6月 - 同社取締役常務執行役員、同社事業統括室副室長（流通事業統括責任者）、株式会社京阪流通システムズ代表取締社長。
- 2007年7月 - 株式会社京阪百貨店代表取締役会長、株式会社京阪ザ・ストア代表取締役会長、株式会社京阪カード代表取締役会長。
- 2011年3月 - 京阪電気鉄道くずはモール第二期開発推進室長。
- 2011年6月 - 京阪電気鉄道代表取締役社長 CEO兼COO 執行役員社長。同社初の東北地方の大学出身者の社長就任となった。
- 2012年9月　大阪駅周辺・中之島・御堂筋周辺地域都市再生緊急整備協議会構成員[2]。
- 2016年4月 - 京阪ホールディングス代表取締役社長 CEO兼COO 執行役員社長、京阪電気鉄道代表取締役社長。
- 2016年6月 - 朝日放送（2018年4月から朝日放送グループホールディングス）社外監査役。クラブ関西理事長。
- 2017年6月 - 京阪ホールディングス代表取締役社長 CEO兼COO 執行役員社長、京阪電気鉄道代表取締役会長。
- 2018年5月 - 大阪日伊協会 会長[3]。
- 2019年6月 - 京阪ホールディングス代表取締役会長 CEO 取締役会議長[4]。